# ادگار جی. اولمر
ادگار گئورگ اولمر (به انگلیسی: Edgar Georg Ulmer) فیلمساز اتریشی-آمریکایی، سال ۱۹۰۴ در اولوموتس متولد شده است. به علت علاقه اش به هنر در آکادمی علوم و هنرها آموزش می‌بیند. ابتدا کارش را به عنوان بازیگر و دستیار طراح صحنه در تئاتر آغاز می‌کند و مدتی در سمت طراح صحنه برای ماکس راینهارت کار می‌کند. از ۱۹۱۸ تا ۱۹۲۰ در برلین به عنوان طراح فیلم به فعالیت می‌پردازد. وقتی بعد از دو سال به اتریش بر می‌گردد برای آلکساندر کوردا کار می‌کند. در ۱۹۲۳ به عنوان طراح صحنه در سالزبورگ و آمریکا با کارگردان نمایش «معجزه» ماکس راینهارت همکاری می‌نماید. حدود یک سال برای سیسیل ب دومیل در کمپانی یونیورسال طراحی صحنه می‌کند. از ۱۹۲۴ به عنوان دستیار طراحی صحنه و دستیار کارگردان در هفت فیلم با فریدریش ویلهلم مورنائو همکاری کرده و در ۱۹۲۹ به آلمان بازمی‌گردد تا اولین فیلمش را با همکاری رابرت زیودوماک کارگردانی نماید. در ۱۹۳۰ به مترو گلدوین مایر می‌رود و با سمت طراح صحنه به فعالیت می‌پردازد و در «اپرای فیلادلفیا» نیز با همین مقام به‌خوبی از عهده کارش بر می‌آید. اولین فیلم آمریکای خود را در ۱۹۳۳ می‌سازد. او با اینکه در سینما می‌خواهد فعالیت نماید ولی علاقه اش به تئاتر همواره او را به سوی خود می‌کشد چنان‌که از ۱۹۳۴ تا ۱۹۴۲ به کارگردانی تئاتر و فیلم در نیویورک می‌پردازد از سال ۱۹۴۲ تا ۱۹۴۶ یعنی به مدت چهار سال تحت قرارداد به عنوان کارگردان نویسنده و طراح (گاهی برای فیلم‌های دیگران) تلاش می‌نماید بعد برای شرکت‌های مختلفی در اروپا کار می‌کند از ۱۹۵۴ تا ۱۹۵۷ در مقام مدیر تلویزیون مکزیک به کارش ادامه می‌دهد سرانجام در ۱۹۷۲ در سن ۶۸ سالگی از دنیا می‌رود.
به خاطره سالگرد مرگ اش در سال ۲۰۰۲ دانشگاه نو سکول در شهر نو یورک کرسی خطابه را با نمایش فیلمها انجام داد. در سال ۲۰۰۵ دانشمندی آلمانی به نام برند هرزوگنرات آدرس خانه تولد اش را در اولوموتس پیدا کرد.

## فیلمشناسی به عنوان کارگردان
- آدم‌ها در یکشنبه ۱۹۲۹ (دستیار کارگردان)
- زندگی‌های صدمه دیده ۱۹۳۳
- گربهٔ سیاه ۱۹۳۴
- مزرعه‌های سبز ۱۹۳۷
- آهنگر آوازخوان ۱۹۳۸
- ماه بر فراز هارلم ۱۹۳۹
- فردا زندگی می‌کنیم ۱۹۴۲
- پسر قهرمانم ۱۹۴۳
- دختران در زنجیر ۱۹۴۳
- جزیرهٔ گناهان فراموش شده ۱۹۴۳
- ریش آبی ۱۹۴۴
- از میان شب ۱۹۴۵
- باشگاه هاوانا ۱۹۴۵
- بیراهه ۱۹۴۵
- زن مونت کریستو ۱۹۴۶
- راز خواهرش ۱۹۴۶
- زن عجیب ۱۹۴۶
- تالار کارنگی ۱۹۴۷
- بیرحم ۱۹۴۸
- مردان دریایی کاپری ۱۹۴۹
- مردی از کرهٔ ایکس ۱۹۵۱
- بچه‌ها در بغداد ۱۹۵۲
- سحر برهنه ۱۹۵۵
- دختر دکتر جکیل ۱۹۵۷
- ورای حصار زمان ۱۹۵۹
- مرد شگفت‌انگیز ۱۹۵۹
- هانیبال ۱۹۵۹
- حکمرانی گمشده ۱۹۶۱
- هفت نفر علیه مرگ
- غار (فیلم ۱۹۶۴)